# Marele Premiu de la Ciudad de México
Marele Premiu de la Ciudad de México (spaniolă Gran Premio de la Ciudad de México), cunoscut anterior sub numele de Marele Premiu al Mexicului (spaniolă Gran Premio de México), este o cursă organizată anual în Ciudad de México, Mexic, care face parte din calendarul Formulei 1. A făcut parte din Campionatul Mondial de Formula 1 în anii 1963-1970, 1986-1992, 2015-2019 și 2021-prezent.
Pe 14 mai 2019, Primarul orașului Ciudad de México, Claudia Sheinbaum, a anunțat că 2019 va fi ultimul an pentru Marele Premiu al Mexicului, deoarece taxa de 400 de milioane de dolari MXN (20,865 milioane USD) urma să fie investită în calea ferată Tren Maya. Se estimează că Marele Premiu generează $8,400 milioane MXN pentru economia locală. Cu toate acestea, pe 8 august s-a anunțat că Marele Premiu al Mexicului va rămâne în continuare în calendar, dar va fi redenumit în Marele Premiu de la Ciudad de México pentru a sublinia sprijinul guvernului din Ciudad de México.

## Istoric
Primul Mare Premiu al Mexicului a avut loc în 1962 pe circuitul nou construit Magdalena Mixhuca din Ciudad de México, numit după parcul orașului unde se află, care va găzdui ciclism, hochei pe iarbă, baschet și scrimă în timpul Olimpiadei de vară din 1968. În 1963, cursa a devenit parte a Campionatului Mondial de Formula 1 și a fost câștigată pentru a doua oară la rând de Jim Clark. Din păcate, nu a durat mult până ce GP-ul mexican și-a pierdut locul în calendar, în principal ca urmare a popularității sale. Organizatorii nu au putut controla cei peste 200.000 de spectatori care participă la eveniment în fiecare an, ceea ce îl face periculos pentru piloți. Ultimul eveniment de 16 ani a fost câștigat de Jacky Ickx în 1970 pentru Ferrari.
După o absență de 23 de ani, Formula 1 a revenit pe Autódromo Hermanos Rodríguez în 2015. Circuitul a fost reproiectat de Hermann Tilke înainte de reintroducere; schimbarea principală a constat în adăugarea unei „secțiuni de stadion” cu viteză redusă, care a tăiat jumătate din faimosul viraj final, Peraltada. Cursa a fost puternic susținută de fanii locali, cu participare la vânzarea de bilete.

## Edițiile Marelui Premiu de la Ciudad de México (Formula 1)
| An          | Pole position     | Cel mai rapid tur | Pilotul câștigător | Constructorul câștigător   | Circuit            | Raport            |
| ----------- | ----------------- | ----------------- | ------------------ | -------------------------- | ------------------ | ----------------- |
| 2023        | Charles Leclerc   | Lewis Hamilton    | Max Verstappen     | Red Bull Racing-Honda RBPT | Hermanos Rodríguez | Raport            |
| 2022        | Max Verstappen    | George Russell    | Max Verstappen     | Red Bull Racing-RBPT       | Hermanos Rodríguez | Raport            |
| 2021        | Valtteri Bottas   | Valtteri Bottas   | Max Verstappen     | Red Bull Racing-Honda      | Hermanos Rodríguez | Raport            |
| 2020        | Nu s-a desfășurat | Nu s-a desfășurat | Nu s-a desfășurat  | Nu s-a desfășurat          | Nu s-a desfășurat  | Nu s-a desfășurat |
| 2019        | Charles Leclerc   | Charles Leclerc   | Lewis Hamilton     | Mercedes                   | Hermanos Rodríguez | Raport            |
| 2018        | Daniel Ricciardo  | Valtteri Bottas   | Max Verstappen     | Red Bull Racing-TAG Heuer  | Hermanos Rodríguez | Raport            |
| 2017        | Sebastian Vettel  | Sebastian Vettel  | Max Verstappen     | Red Bull Racing-TAG Heuer  | Hermanos Rodríguez | Raport            |
| 2016        | Lewis Hamilton    | Daniel Ricciardo  | Lewis Hamilton     | Mercedes                   | Hermanos Rodríguez | Raport            |
| 2015        | Nico Rosberg      | Nico Rosberg      | Nico Rosberg       | Mercedes                   | Hermanos Rodríguez | Raport            |
| 2014 – 1993 | Nu s-a desfășurat | Nu s-a desfășurat | Nu s-a desfășurat  | Nu s-a desfășurat          | Nu s-a desfășurat  | Nu s-a desfășurat |
| 1992        | Nigel Mansell     | Gerhard Berger    | Nigel Mansell      | Williams-Renault           | Hermanos Rodríguez | Raport            |
| 1991        | Riccardo Patrese  | Nigel Mansell     | Riccardo Patrese   | Williams-Renault           | Hermanos Rodríguez | Raport            |
| 1990        | Gerhard Berger    | Alain Prost       | Alain Prost        | Ferrari                    | Hermanos Rodríguez | Raport            |
| 1989        | Ayrton Senna      | Nigel Mansell     | Ayrton Senna       | McLaren-Honda              | Hermanos Rodríguez | Raport            |
| 1988        | Ayrton Senna      | Alain Prost       | Alain Prost        | McLaren-Honda              | Hermanos Rodríguez | Raport            |
| 1987        | Nigel Mansell     | Nelson Piquet     | Nigel Mansell      | Williams-Honda             | Hermanos Rodríguez | Raport            |
| 1986        | Ayrton Senna      | Nelson Piquet     | Gerhard Berger     | Benetton-BMW               | Hermanos Rodríguez | Raport            |
| 1985 – 1971 | Nu s-a desfășurat | Nu s-a desfășurat | Nu s-a desfășurat  | Nu s-a desfășurat          | Nu s-a desfășurat  | Nu s-a desfășurat |
| 1970        | Clay Regazzoni    | Jacky Ickx        | Jacky Ickx         | Ferrari                    | Magdalena Mixhuca  | Raport            |
| 1969        | Jack Brabham      | Jacky Ickx        | Denny Hulme        | McLaren-Ford               | Magdalena Mixhuca  | Raport            |
| 1968        | Jo Siffert        | Jo Siffert        | Graham Hill        | Lotus-Ford                 | Magdalena Mixhuca  | Raport            |
| 1967        | Jim Clark         | Jim Clark         | Jim Clark          | Lotus-Ford                 | Magdalena Mixhuca  | Raport            |
| 1966        | John Surtees      | Richie Ginther    | John Surtees       | Cooper-Maserati            | Magdalena Mixhuca  | Raport            |
| 1965        | Jim Clark         | Dan Gurney        | Richie Ginther     | Honda                      | Magdalena Mixhuca  | Raport            |
| 1964        | Jim Clark         | Jim Clark         | Dan Gurney         | Brabham-Climax             | Magdalena Mixhuca  | Raport            |
| 1963        | Jim Clark         | Jim Clark         | Jim Clark          | Lotus-Climax               | Magdalena Mixhuca  | Raport            |

### Statistici
Doi piloți au obținut cel puțin câte un hat-trick (pole position, cel mai rapid tur și victorie într-o cursă): Jim Clark în 1963 și 1967 și Nico Rosberg în 2015.
Piloții și echipele îngroșate concurează în sezonul actual de Formula 1.

#### Multipli câștigători
| Victorii | Pilot          | Ani                          |
| -------- | -------------- | ---------------------------- |
| 5        | Max Verstappen | 2017, 2018, 2021, 2022, 2023 |
| 2        | Jim Clark      | 1963, 1967                   |
| 2        | Alain Prost    | 1988, 1990                   |
| 2        | Nigel Mansell  | 1987, 1992                   |
| 2        | Lewis Hamilton | 2016, 2019                   |

| Victorii | Constructor     | Ani                          |
| -------- | --------------- | ---------------------------- |
| 5        | Red Bull Racing | 2017, 2018, 2021, 2022, 2023 |
| 3        | Lotus           | 1963, 1967, 1968             |
| 3        | McLaren         | 1969, 1988, 1989             |
| 3        | Williams        | 1987, 1991, 1992             |
| 3        | Mercedes        | 2015, 2016, 2019             |
| 2        | Ferrari         | 1970, 1990                   |

#### Multipli deținători depole position
| Pole-uri | Pilot           | Ani                    |
| -------- | --------------- | ---------------------- |
| 4        | Jim Clark       | 1963, 1964, 1965, 1967 |
| 3        | Ayrton Senna    | 1986, 1988, 1989       |
| 2        | Nigel Mansell   | 1987, 1992             |
| 2        | Charles Leclerc | 2019, 2023             |

#### Multipli deținători de cel mai rapid tur
| CMRT | Pilot           | Ani              |
| ---- | --------------- | ---------------- |
| 3    | Jim Clark       | 1963, 1964, 1967 |
| 2    | Jacky Ickx      | 1969, 1970       |
| 2    | Alain Prost     | 1988, 1990       |
| 2    | Nigel Mansell   | 1989, 1991       |
| 2    | Valtteri Bottas | 2018, 2021       |

## Câștigătorii Marelui Premiu de la Ciudad de México (Non-Formula 1)
Câștigătorii edițiilor care nu au făcut parte din Campionatul Mondial de Formula 1.
| An   | Pilot                   | Constructor  | Locație           |
| ---- | ----------------------- | ------------ | ----------------- |
| 1962 | Trevor Taylor Jim Clark | Lotus-Climax | Magdalena Mixhuca |